# 阿勃卡 (佛罗里达州)
阿勃卡（英語：Apopka），是美国佛罗里达州橙縣下属的一座城市。建立于1882年。面积约为64.6平方公里（约合24.9平方英里）。根据2010年美国人口普查，该市有人口14,625人。论人口在本州排行第124。